# Маркграфство Баден-Баден
Маркграфство Баден-Баден (на немски: Markgrafschaft Baden-Baden) е историческа територия в Свещената Римска империя от 1535 до 1771 г. То се създава през през 1535 г. след наследственото разделяне на Маркграфство Баден на две на Маркграфство Баден-Дурлах и Маркграфство Баден-Баден.
Столици са до 1705 г. Баден-Баден и след това Ращат. Господарите на маркграфството са били от фамилията Дом Баден, които произлизат от род Церинги.
Баден-Баден е от Тридесетгодишната война католически, от 1588 г. протестантски, от 1622 г. отново католически. От 1580-те години в маркграфството се заселили множество евреи.

## Владетели
| Управление     | Име             |
| -------------- | --------------- |
| 1535 – 1536    | Бернхард        |
| 1536 – 1569    | Филиберт        |
| 1569/71 – 1588 | Филип II        |
| 1588 – 1596    | Едуард Фортунат |
| 1596 – 1622    | Баден-Дурлах    |
| 1622 – 1677    | Вилхелм         |
| 1677 – 1707    | Лудвиг Вилхелм  |
| 1707 – 1761    | Лудвиг Георг    |
| 1761 – 1771    | Август Георг    |